# 850 (číslo)
Osm set padesát je přirozené číslo, které následuje po čísle osm set čtyřicet devět a předchází číslu osm set padesát jedna. Římskými číslicemi se zapisuje DCCCL.

## Matematika
850 je:
- Deficientní číslo
- Nešťastné číslo
- Nepříznivé číslo

## Astronomie
- (850) Altona je planetka hlavního pásu, kterou objevil v roce 1916 Sergej Ivanovič Beljavskij

## Ostatní
- +850 je mezinárodní telefonní předvolba Severní Koreje

## Roky
- 850
- 850 př. n. l.